# Heterocerus selanderi
Heterocerus selanderi is een keversoort uit de familie oevergraafkevers (Heteroceridae). De wetenschappelijke naam van de soort is voor het eerst geldig gepubliceerd in 1969 door Pacheco.